# Łukasz Solecki

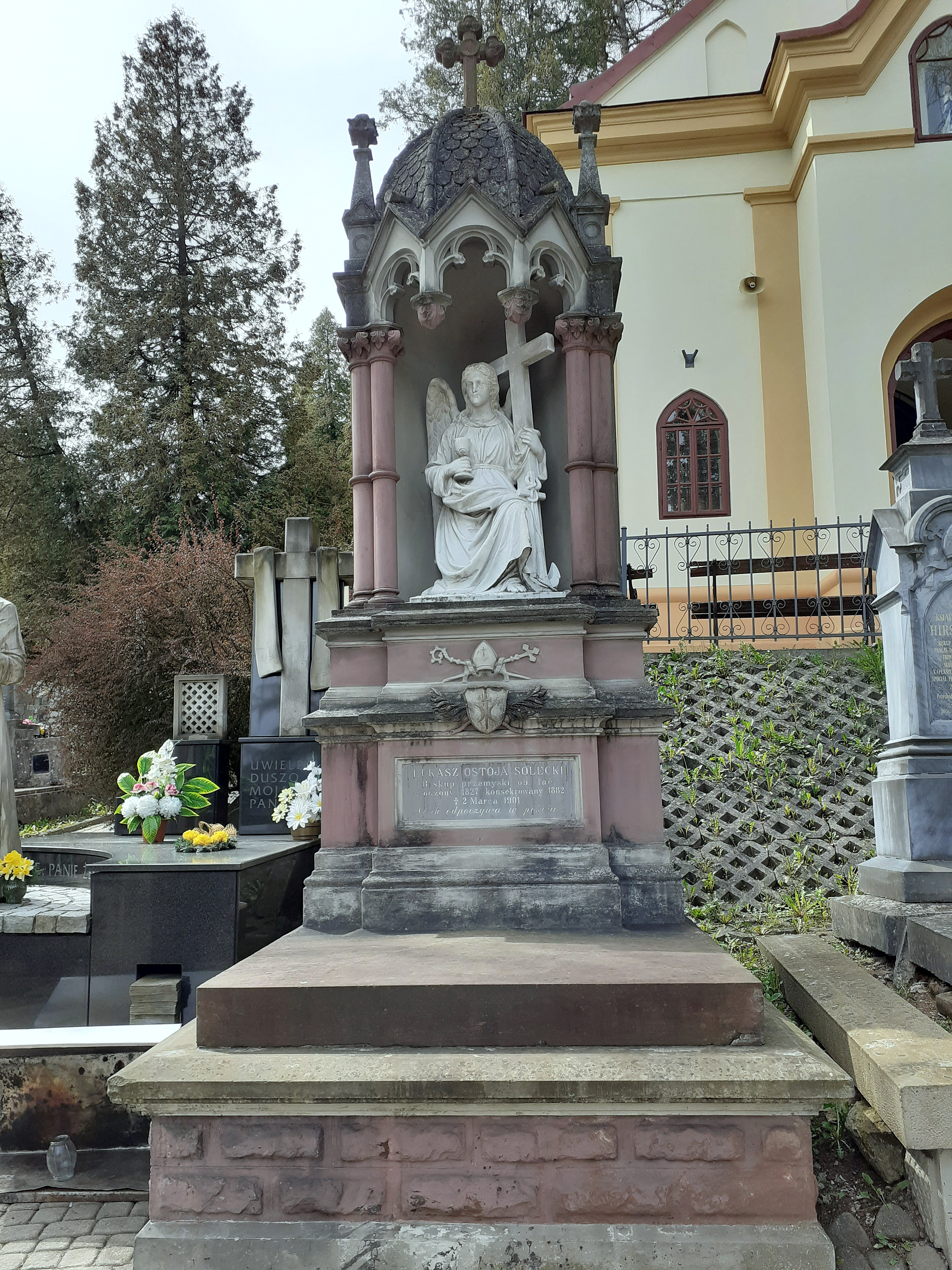
Pomnik nagrobny biskupa Łukasza Soleckiego na cmentarzu Głównym w Przemyślu

Łukasz Ostoja Solecki (ur. 6 sierpnia 1827 w Jawczu, zm. 2 marca 1900 w Przemyślu) – polski duchowny rzymskokatolicki, biskup diecezjalny przemyski w latach 1881–1900, profesor i rektor Uniwersytetu Lwowskiego.

## Życiorys
Syn ekonoma Józefa i Katarzyny Tabęckiej. W 1844 ukończył gimnazjum w Brzeżanach, w latach 1844–1850 studiował filozofię i teologię na Wydziale Teologicznym Uniwersytetu Lwowskiego. W trakcie Wiosny Ludów 1848 był w składzie deputacji do studentów Uniwersytetu Wiedeńskiego celem nawiązania z nimi kontaktów w imię równości i wolności (wraz z Mikołajem Zyblikiewiczem, Hilarym Treterem Franciszkiem Siemianowskim). Na lwowskiej uczelni otrzymał doktorat z teologii w 1854. W roku akademickim 1863/1864 był dziekanem wydziału teologicznego, a w latach 1864–1865 rektorem uniwersytetu. W 1881 cesarz Franciszek Józef I mianował go biskupem przemyskim obrządku łacińskiego, co potwierdził papież Leon XIII 27 marca 1882, obdarzając go przy tym tytułami prałata rzymskiego i asystenta tronu papieskiego.
15 sierpnia 1882 dokonał koronacji obrazu Matki Boskiej Słuchającej w kościele franciszkanów w Kalwarii Pacławskiej. Papież Leon XIII przesłał telegram z błogosławieństwem, a uroczystość zgromadziła prawie 100 tysięcy wiernych.
W 1887 otrzymał Order Korony Żelaznej II klasy.
Został pochowany na cmentarzu Głównym w Przemyślu.